# Xian de Zêkog
Le xian de Zêkog (泽库县 ; pinyin : Zékù Xiàn) est un district administratif de la province du Qinghai en Chine. Il est placé sous la juridiction de la préfecture autonome tibétaine de Huangnan.

## Démographie
La population du district était de 47 082 habitants en 1999.